# Oedothorax globiceps
Oedothorax globiceps är en spindelart som beskrevs av Thaler 1987. Oedothorax globiceps ingår i släktet Oedothorax och familjen täckvävarspindlar. Inga underarter finns listade i Catalogue of Life.